# Iolanda di Courtenay
Iolanda di Courtenay (Courtenay, 1197 – Esztergom, 1233) fu regina d'Ungheria come seconda moglie del re Andrea II il Gerosolimitano.

Lo stemma dei De Courtenay adottato da Pietro I, padre di Pietro II, dopo il suo matrimonio con Elisabetta di Courtenay

Iolanda era la figlia del conte Pietro II di Courtenay e della sua seconda moglie, Iolanda di Fiandra, sorella di Baldovino I ed Enrico I, gli imperatori latini di Costantinopoli. Il suo matrimonio con il re Andrea II, la cui prima moglie Gertrude era stata assassinata da congiurati il 24 settembre 1213, era stato organizzato dallo zio Enrico I: fu celebrato nel febbraio 1215 a Székesfehérvár e l'arcivescovo di Esztergom Giovanni la incoronò regina consorte. Ad Andrea Iolanda diede una figlia, anch'essa chiamata Iolanda (c. 1215 - 12 ottobre 1251), che fu moglie del re Giacomo I d'Aragona; mantenne buone relazioni con i figli che suo marito aveva avuto dal suo primo matrimonio.
Dopo la morte di suo zio (l'11 luglio 1216), il marito aveva intenzione di acquisire la corona imperiale per sé, ma i baroni dell'Impero Latino proclamarono imperatore il padre di Yolanda.
Morì nel 1233 e fu sepolta nella Abbazia dei monaci bianchi di Egreš. Andrea sposò l'anno successivo Beatrice d'Este.

## Ascendenza
|                         |                         |                          | Genitori                 |  |  | Nonni |  |  | Bisnonni            |  |  | Trisnonni            |  |
|                         |                         |                          |                          |  |  |       |  |  | Luigi VI di Francia |  |  | Filippo I di Francia |  |
|                         |                         |                          |                          |  |  |       |  |  | Luigi VI di Francia |  |  | Filippo I di Francia |  |
|                         |                         | Berta d'Olanda           |                          |  |  |       |  |  | Luigi VI di Francia |  |  |                      |  |
| Pietro I di Courtenay   |                         |                          |                          |  |  |       |  |  | Luigi VI di Francia |  |  |                      |  |
|                         |                         | Adelaide di Savoia       | Umberto II di Savoia     |  |  |       |  |  |                     |  |  |                      |  |
|                         |                         | Adelaide di Savoia       | Umberto II di Savoia     |  |  |       |  |  |                     |  |  |                      |  |
|                         |                         | Adelaide di Savoia       | Giselda di Borgogna      |  |  |       |  |  |                     |  |  |                      |  |
| Pietro II di Courtenay  |                         | Adelaide di Savoia       |                          |  |  |       |  |  |                     |  |  |                      |  |
|                         |                         | Rinaldo di Courtenay     | Miles di Courtenay       |  |  |       |  |  |                     |  |  |                      |  |
|                         |                         | Rinaldo di Courtenay     | Miles di Courtenay       |  |  |       |  |  |                     |  |  |                      |  |
|                         |                         | Rinaldo di Courtenay     | Ermengarda di Nevers     |  |  |       |  |  |                     |  |  |                      |  |
| Elisabetta di Courtenay |                         | Rinaldo di Courtenay     |                          |  |  |       |  |  |                     |  |  |                      |  |
|                         |                         | Helvise di Donjon        | Ferry di Donjon          |  |  |       |  |  |                     |  |  |                      |  |
|                         |                         | Helvise di Donjon        | Ferry di Donjon          |  |  |       |  |  |                     |  |  |                      |  |
|                         |                         | Helvise di Donjon        | …                        |  |  |       |  |  |                     |  |  |                      |  |
| Iolanda di Courtenay    |                         | Helvise di Donjon        |                          |  |  |       |  |  |                     |  |  |                      |  |
|                         | Baldovino IV di Hainaut | Baldovino III di Hainaut |                          |  |  |       |  |  |                     |  |  |                      |  |
|                         | Baldovino IV di Hainaut | Baldovino III di Hainaut |                          |  |  |       |  |  |                     |  |  |                      |  |
|                         | Baldovino IV di Hainaut | Iolanda di Gheldria      |                          |  |  |       |  |  |                     |  |  |                      |  |
| Baldovino V di Hainaut  | Baldovino IV di Hainaut |                          |                          |  |  |       |  |  |                     |  |  |                      |  |
|                         |                         | Alice di Namur           | Goffredo I di Namur      |  |  |       |  |  |                     |  |  |                      |  |
|                         |                         | Alice di Namur           | Goffredo I di Namur      |  |  |       |  |  |                     |  |  |                      |  |
|                         |                         | Alice di Namur           | Ermesinda di Lussemburgo |  |  |       |  |  |                     |  |  |                      |  |
| Iolanda di Fiandra      |                         | Alice di Namur           |                          |  |  |       |  |  |                     |  |  |                      |  |
|                         |                         | Teodorico di Alsazia     | Teodorico II di Lorena   |  |  |       |  |  |                     |  |  |                      |  |
|                         |                         | Teodorico di Alsazia     | Teodorico II di Lorena   |  |  |       |  |  |                     |  |  |                      |  |
|                         |                         | Teodorico di Alsazia     | Gertrude delle Fiandre   |  |  |       |  |  |                     |  |  |                      |  |
| Margherita I di Fiandra |                         | Teodorico di Alsazia     |                          |  |  |       |  |  |                     |  |  |                      |  |
|                         |                         | Sibilla d'Angiò          | Folco V d'Angiò          |  |  |       |  |  |                     |  |  |                      |  |
|                         |                         | Sibilla d'Angiò          | Folco V d'Angiò          |  |  |       |  |  |                     |  |  |                      |  |
|                         |                         | Sibilla d'Angiò          | Eremburga del Maine      |  |  |       |  |  |                     |  |  |                      |  |
|                         |                         | Sibilla d'Angiò          |                          |  |  |       |  |  |                     |  |  |                      |  |